# Handschuheim
Handschuheim je občina v departmaju Bas-Rhin francoske regije Alzacija.
Leta 1990 je v občini živelo 232 oseb oz. 97 oseb/km².